# Savielly Tartakower
Savielly Tartakower (en rus: Савелий Григорьевич Тартаковер) també conegut com a Saviely, Ksawery  o Xavier (Rostov del Don, 22 de febrer de 1887 – París, 4 de febrer de 1956) fou un jugador d'escacs polonès i francès, Gran Mestre des de 1950, i un dels millors escaquistes del món de la seva època. Fou també un dels principals periodistes d'escacs dels anys 1920 i 1930s.

## Resultats destacats en competició
Fou 9è al fortíssim torneig de Carlsbad de 1911 (el campió fou Richard Teichmann)
El 1923 fou 10è al fort Torneig de Carlsbad (el campió fou Aleksandr Alekhin).
El 1925 fou cinquè al fort torneig de Moscou de 1925 (el campió fou Efim Bogoljubow).
El 1929 fou 12è al fort Torneig de Carlsbad (el campió fou Aron Nimzowitsch). Fou vuitè al torneig de Bled de 1931, (el campió fou un estel·lar Aleksandr Alekhin). Fou 7è al fort torneig de Kemeri de 1937 (guanyat per Samuel Reshevsky, Vladimirs Petrovs i Salo Flohr).
Tartakower fou dos cops Campió de Polònia, els anys 1935 i 1937, i campió de França el 1953.